# 施小琳
施小琳（1969年5月—），女，汉族，浙江余姚人。中华人民共和国政治人物。1990年7月参加工作，1993年6月加入中国共产党。上海大学工学院电气技术专业毕业，同济大学经济与管理学院工商管理专业，在职研究生学历，工商管理硕士学位。曾任中共四川省委常委、成都市委书记等职务。现任中共四川省委副书记、四川省人民政府省长、党组书记。系中国共产党第十九届、二十届中央候补委员。

## 生平

### 早年及上海市
1969年5月，施小琳出生在浙江省宁波专区余姚县。1986年，施小琳进入上海大学工学院电气技术专业学习。1990年，任上海扬子木材厂职员、团委负责人。1993年，任闸北区建设局团工委书记（副科级）。1995年，任共青团闸北区委副书记（正科级）（其间：1997-2001年，在同济大学经济与管理学院工商管理专业在职研究生学习，获工商管理硕士学位）。2001年，任共青团闸北区委书记、党组书记。
2002年，任闸北区经济委员会党组书记。2003年，任闸北区经济委员会主任、党组书记。2004年，任中共闸北区大宁路街道党工委书记。2005年，任中共闸北区临汾社区（街道）党工委书记。2006年，任南汇区副区长。2009年，任虹口区副区长。2011年，任中共虹口区委副书记。2013年，任上海市民政局局长、党组书记，市社团局党组书记。2015年4月，任中共普陀区委书记。2017年5月，任中共上海市委常委、统战部部长。2017年10月，中国共产党第十九次全国代表大会上当选中国共产党第十九届中央委员会候补委员。2018年1月，当选第十三届全国政协委员。

### 江西省
2018年5月，任中共江西省委常委、宣传部部长。

### 四川省
2021年8月，任中共四川省委常委、成都市委书记，成为当时全国各省会城市中最年轻的党委书记。
2023年7月，任中共四川省委副书记。
2024年6月，任四川省人民政府党组书记，次月获任为代理省长，成为中共二十大后首位出任省长的中央候补委员。
2024年7月4日，四川省十四届人大常委会第十三次会议，表决通过了《四川省人民代表大会常务委员会主任会议关于提请任命施小琳、李文清职务的议案》，决定任命施小琳为四川省人民政府副省长，四川省人民政府代理省长，晋升正部级。
2024年7月31日，四川省第十四届人民代表大会第三次会议选举施小琳为四川省人民政府省长。